# Escalier mécanique du Havre
L'escalier mécanique du Havre est un escalier roulant de grande capacité qui relia, de 1928 à 1984, la ville basse du Havre à ses quartiers hauts. Fermé depuis 1984, classé au titre objet des monuments historiques la même année, il attend depuis cette date une hypothétique réouverture.

## Histoire
Après la Première Guerre mondiale, dans l'agglomération havraise, un nouveau quartier ouvrier, Frileuse, s'établit sur le plateau dominant Graville de 50 mètres. Ses habitants, employés pour la majorité dans la zone industrielle de l'arrière-port, connaissaient de graves difficultés dans leurs déplacements domicile-travail. Le tramway de la Côte Sainte-Marie répondant mal à leurs besoins, la municipalité envisagea l'établissement d'un mode de communication reliant l'ensemble récent d'habitation à la ville basse. Après plusieurs études infructueuses de funiculaires, la compagnie du Chemin de Fer de la Côte chargée de l'ingénierie opta pour une technique originale : l'escalier mécanique, s'inspirant des installations du métro de Paris.
Mis en exploitation le 17 mai 1928 sous le contrôle de la société havraise de transports en commun, cet escalier mécanique de taille exceptionnelle, pouvant transporter 6 000 personnes à l'heure, connut un vif succès dans les années suivant son inauguration. En 1929, 1,2 million de personnes l'empruntèrent dont 69 % à la montée et seulement 31 % à la descente. Après la Seconde Guerre mondiale, avec la diffusion des moyens de locomotion individuels, la clientèle se raréfia et une première fermeture de l'appareil intervint en décembre 1964. Repris en juillet 1965 par la CGFT, gérant le réseau havrais de transports en commun, l'exploitation continua tout en s'avérant déficitaire en dépit d'une forte réduction des effectifs de personnel (le nombre d'agents étant tombé à 7 contre 22 lors des premières années suivant l'ouverture) mais cessa finalement en mars 1984.

## Description technique
Empruntant les structures de l'escalier « classique » existant rue Montmorency, cet appareil, long de 153 m, rachète une différence de niveau de 50 m (équivalent à 17 étages). L'escalier mécanique est construit par les établissements Grosselin de Sedan et permet simultanément la montée et la descente grâce à l'existence de deux galeries superposées en béton armé formant un unique ensemble. L'étage supérieur entièrement situé au-dessus du sol est réservé à la montée, alors que la partie inférieure partiellement enterrée assure la descente. L'ensemble dispose donc de deux entrées différentes dotées chacune de guichets.

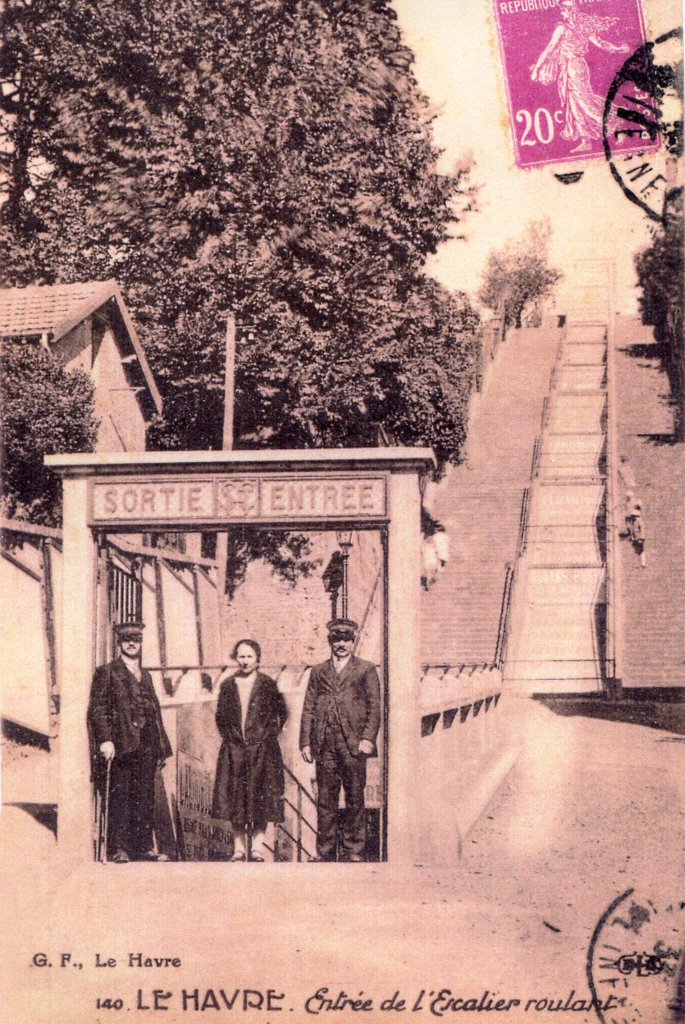
L'entrée basse de l'escalier mécanique, vue de l'extérieur.

La partie mobile de l'escalier mécanique est formée de deux chaînes continues parallèles supportant 338 marches offrant une largeur de 90 centimètres sur 84 centimètres de profondeur. Ces dimensions permettent ainsi d'emprunter l'appareil avec des voitures d'enfants ou des bicyclettes, la contrepartie étant une dénivellation importante (38 centimètres) entre chacune des marches. En fonctionnement normal, le trajet est accompli en 5 minutes et 45 secondes grâce à un moteur électrique de 40 cv. En marche accélérée, lors des pointes d'affluence, un moteur plus puissant (140 cv) prend le relais et réduit le temps de parcours à 4 minutes et 15 secondes.
Le gros œuvre est réalisé par l'entreprise locale de travaux publics Thireau-Morel,, concessionnaire du procédé de béton armé Hennebique.

## Protection
Le 8 juin 1984, l'escalier est classé monument historique au titre objet ,.
Lors de sa désaffectation en septembre de la même année, l'escalier roulant échappe à toute entreprise de démolition : les baies vitrées sont murées, les entrées hermétiquement fermées par des portes métalliques pour éviter toute dégradation et son entretien périodique d'ensemble assuré. 
L'escalier mécanique reste présent dans la mémoire des Havrais qui, malgré l'annonce non réalisée d'une correspondance avec la ligne B du tramway, espèrent sa remise en fonction.